# Ang Probinsyano
FPJ's Ang Probinsyano és una sèrie de televisió de drama d'acció filipina emesa a ABS-CBN. Es basa en la pel·lícula del mateix nom de 1997, que va protagonitzar Fernando Poe Jr. en el paper principal, i protagonitza un conjunt repartit amb una gran facturació per Coco Martin. La sèrie es va estrenar al bloc vespertí Primetime Bida d'ABS-CBN i a tot el món a través de The Channel Channel el 28 de setembre de 2015 en substitució de Nathaniel. Va passar a convertir-se en la sèrie de drama d'acció de més llarga durada a la televisió filipina. Després que ABS-CBN deixés d'emetre’s a causa de la no renovació de la franquícia de la xarxa, els nous episodis de la sèrie s'han publicat al Kapamilya Channel des del juny del 2020.